# ضد اثبات‌گرایی
ضد اثبات‌گرایی (به انگلیسی: Antipositivism) همچنین تفسیرگرایی (به انگلیسی: lnterpretivism) و نفی‌گرایی (به انگلیسی: Negativism) در علوم اجتماعی موضع نظری است که پیشنهاد می‌کند قلمرو اجتماعی را نمی‌توان با روش پژوهش علمی مورد استفاده در شناخت طبیعت مطالعه کرد و بررسی قلمرو اجتماعی نیاز به معرفت‌شناسی متفاوتی دارد. اساس معرفت‌شناسی ضد اثبات‌گرایی اعتقاد بر این است که مفاهیم و زبانی که پژوهشگران در پژوهش‌های خود از آنها استفاده می‌کنند، برداشت‌های آنها از جهان اجتماعی که در حال پژوهش، مطالعه و تعریفش هستند را شکل می‌دهد.
 

برخی پژوهشگران دلایل اخلاقی برای عدم امکان استفاده از روش پژوهش علمی در قلمرو اجتماعی ذکر می‌کنند. مثلا در یک مورد عبدالکریم سروش می‌گوید:
شما در عالم طبیعت ظاهراً در این زمینه احساس اشکال نمی‌کنید، می‌گویند آنتی بیوتیک‌ها عفونت‌ها را درمان می‌کنند، خوب، این یک قانون است که تشخیص آن هم با تجربه امکان دارد. حالا آیا در عالم انسانی هم همین روش جاری و موفق است؟ از نظر جان استوارت میل، بله، هیچ تفاوتی ندارد فقط عالم انسانی پیچیده‌تر است، پارامترها و فاکتورهایش خیلی بیشتر است و شما در اینجا البته سرگیجه بیشتری می‌گیرید و سرگردانی شما بیشتر است و تکنیک‌ها باید خیلی ظریف‌تر و پیچیده‌تر باشد حتی گاهی شما اصلاً نمی‌توانید دخالت و تجربه بکنید چون پاره‌ای از عوامل اخلاقی جلوی شما را می‌گیرد. ما در مواجهه با طبیعت هیچ مشکل اخلاقی نداریم. در مقام تجربه، طبیعت را هر طور که دلمان بخواهد تکّه و پاره‌اش می‌کنیم و هیچ احساس ملامت و شرمی در وجدان خودمان نمی‌کنیم اما در عالم انسانی البته کار به وضع دیگری است. یوهان ولفگانگ فون گوته می‌گفت آیزاک نیوتن نور را شکنجه می‌کند. نیوتون منشورها را سر راه نور قرار می‌داد که از آنها عبور کند، بارها بشکند، از این یکی در آن یکی برود تا بالاخره شکست مطلوبی که او می‌خواست پیدا کند. گوته می‌گفت که حتی طبیعت را هم نباید این‌طور شکنجه کرد. بگذارید که طبیعت به راه خود برود، اگر این را در عالم طبیعت بعضی تبعیت نکرده‌اند ولی در عالم انسانی قطعاً باید تبعیت کرد. ما به لحاظ اخلاقی در تجربه‌های انسانی مشکل داریم. روشن است که این همه بحثی که در زبان‌شناسی امروز در مورد استعداد فراگیری انسان نسبت به زبان مطرح است (چه زبانهای خارجی و چه زبان مادری)، مبتنی بر کاوشهایی است که تمام روی شرایط موجود انجام شده است و همه آنها از نقصان‌هایی برخوردار است. برای اینکه اخلاقاً کسی خود را مجاز نمی‌داندکه فرزندی را از دامن پدر و مادرش جدا کند و ببرد در جنگل و در میان حیوانات بگذارد و ببیند که در آخر چه از آب در می‌آید، آدم می‌شود؟ یا مثل حیوانات می‌شود یا در نیمه راه می‌ماند؟ بله اینها گاهی استثناء اتفاق افتاده است و از همین نمونه‌های محدود ممکن است استنباطاتی بکنند، بیشتر از این نمی‌شود.